# Hieta-Kiekki
Hieta-Kiekki är en sjö i kommunen Kuhmo i landskapet Kajanaland i Finland. Sjön ligger 202,8 meter över havet. Den är 7,5 meter djup. Arean är 66 hektar och strandlinjen är 6,72 kilometer lång. Sjön  ingår i Uleälvens huvudavrinningsområde.   Den ligger omkring 120 kilometer öster om Kajana och omkring 510 kilometer nordöst om Helsingfors. 
Hieta-Kiekki ligger sydöst om Pirttijärvi. 